# Кампестри-ду-Мараньян
Кампестри-ду-Мараньян (порт. Campestre do Maranhão) — муниципалитет в Бразилии, входит в штат Мараньян. Составная часть мезорегиона Юг штата Мараньян. Входит в экономико-статистический микрорегион Порту-Франку. Население составляет 13 369 человек на 2010 год. Занимает площадь 615,384 км². Плотность населения — 21,72 чел./км².

## Демография
Согласно сведениям, собранным в ходе переписи 2010 г. Национальным институтом географии и статистики (IBGE), население муниципалитета составляет:
| Полное население                               | Полное население                               | Полное население                               | Полное население                               | 13 369 |
| ---------------------------------------------- | ---------------------------------------------- | ---------------------------------------------- | ---------------------------------------------- | ------ |
| в том числе:                                   | Городское население                            | 10 621                                         | Процент городского населения, %                | 79,44  |
|                                                | Сельское население                             | 2748                                           | Процент сельского населения, %                 | 20,56  |
|                                                | Мужское население                              | 6819                                           | Процент мужского населения, %                  | 51,01  |
|                                                | Женское население                              | 6550                                           | Процент женского населения, %                  | 48,99  |
| Плотность населения, чел/км²                   | Плотность населения, чел/км²                   | Плотность населения, чел/км²                   | Плотность населения, чел/км²                   | 21,72  |
| Население муниципалитета в % к населению штата | Население муниципалитета в % к населению штата | Население муниципалитета в % к населению штата | Население муниципалитета в % к населению штата | 0,20   |

По данным оценки 2016 года, население муниципалитета составляет 14 028 жителей.

## История
Город основан 10 ноября 1994 года. 

## Статистика
- Валовой внутренний продукт на 2003 год составляет 59 464 621,00 реалов (данные: Бразильский институт географии и статистики).
- Валовой внутренний продукт на душу населения на 2003 год составляет 4771,29 реал (данные: Бразильский институт географии и статистики).
- Индекс развития человеческого потенциала на 2000 год составляет 0,633 (данные: Программа развития ООН).